# 차오팡역
차오팡역(중국어: 草房站)은 중국 베이징시 차오양구 차오팡 마을 차오양 북로, 차오팡 서로 교차점에 위치한 베이징 지하철 6호선의 역이다. 2012년 12월 30일에 6호선 1단계의 시종착역으로 개장하였다.

## 위치
차오팡역은 동5환 외곽에 위치하며, 차오양 북로(남서북동 방향)와 차오팡 서로(북서남동 방향)가 교차하는 지점에 위치한다. 차오팡 마을은 명나라 때 퉁저우 서북부의 유마 마초 농장에서 유래하였다.

## 역 구조

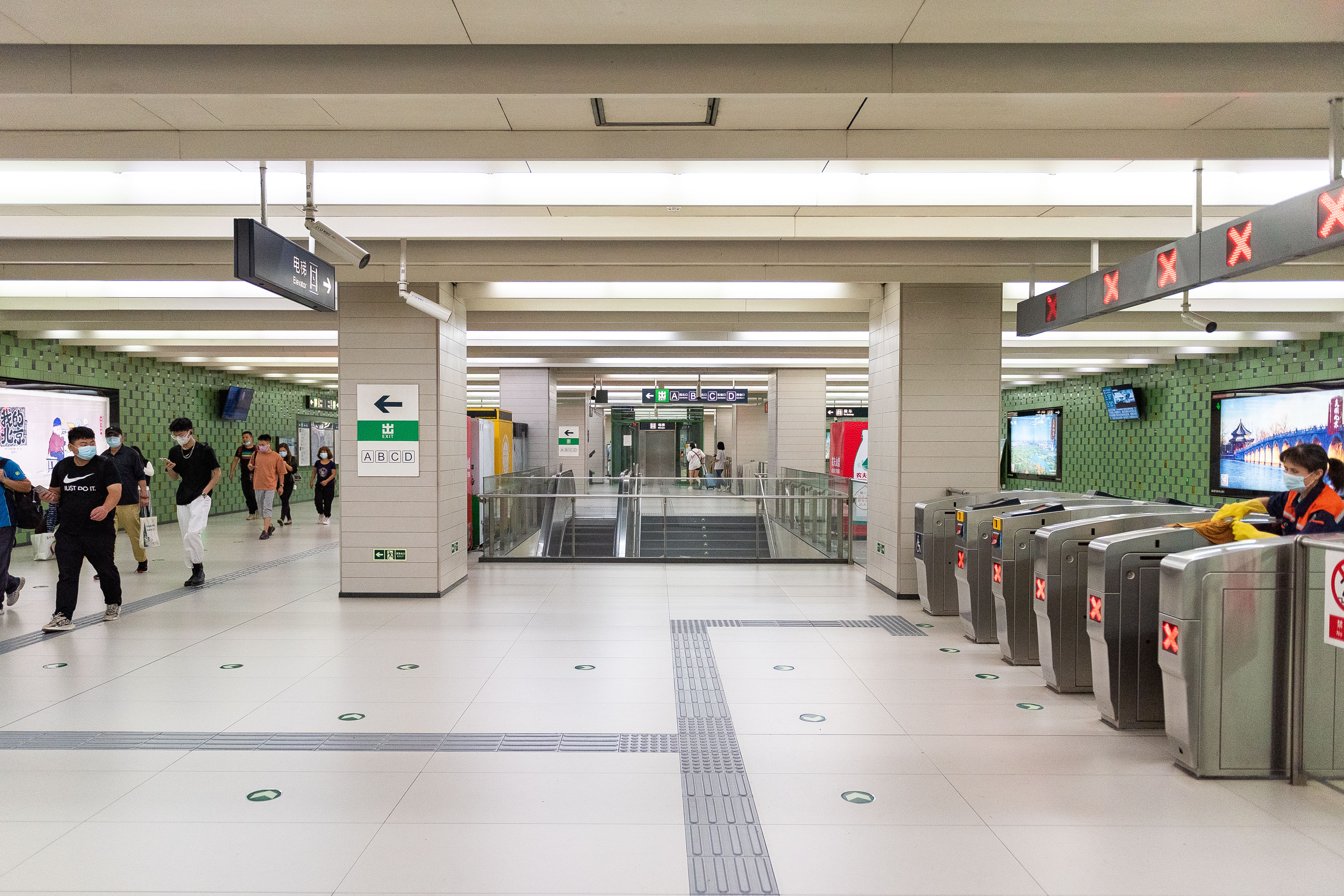
차오팡역 대합실(2021년 9월 촬영)

차오팡역은 지하 2층, 2열, 3경간 섬식 승강장의 역이다. 출입구가 3개 존재한다.
| 지면층          | 가도                            | A—D출입구                          |
| 지하 1층 대합실 | 대합실                          | 고객센터, 자동발권기, 게이트       |
| 지하 2층 대합실 | ←                               | ■ 6호선 진안차오 방면 (창잉)       |
| 지하 2층 대합실 | 섬식 승강장, 왼쪽 출입문이 열림 |                                    |
| 지하 2층 대합실 | →                               | ■ 6호선 루청 방면 （우쯔쉐위안루） |

## 출구
|                         |                                              |        |      |           |
| 출구                    | 지시                                         | 목적지 | 사진 | 편의 시설 |
| 出口 · A                | 차오양 북로(朝阳北路)                        |        |      | 빈칸      |
| 出口 · B                | 차오양 북로(朝阳北路), 차오팡 서로(草房西路) |        |      | 빈칸      |
| 出口 · C                | 차오양 북로(朝阳北路)                        |        |      |           |
| 出口 · D                | 차오양 북로(朝阳北路), 차오팡 남로(草房南路) |        |      | 빈칸      |
| 아이콘 설명: 엘리베이터 |                                              |        |      |           |